# Sárszentlőrinc
Sárszentlőrinc község Tolna vármegye Paksi járásában.

## Fekvése
A Mezőföldön, a Sió mellett található. Közeli települések északra 10 kilométerre Pálfa, keletre 4 kilométerre Nagydorog, délre 8 kilométerre Kajdacs, délnyugatra 9 kilométerre Udvari, északnyugatra 7 kilométerre Nagyszékely és Kisszékely.
A településen észak–déli irányban a 6317-es út halad végig, amelybe a község déli szélén torkollik bele a Pakstól Pusztahencse és Nagydorog érintésével idáig húzódó 6232-es út, és kiágazik Pincehely felé a 6312-es út. A 63-as főútról Nagydorognál letérve, illetve az M6-os autópálya Nagydorog–Kölesd–Paks-dél csomópontjától is a 6232-es úton érhető el.

## Története
Sárszentlőrinc régóta lakott területen fekszik, már az Árpád-korban is plébániai székhely volt. A pap neve 1334 óta ismert: Egidius Sancti Laurentii.
A török idők alatt is hosszasan lakták (1563–84-ben 9-13 házat adóztattak meg), viszont a hódoltság utolsó éveiben elnéptelenedett, elpusztult. 1718–19-ben érkezett ide egy vegyes nemzetiségű csoport, mely három év múlva továbbment.
1722. március 22-én kihirdették, III. Károly rendeletét, miszerint a török hódoltság idején lakatlanná vált területekre érkezőknek kedvezményeket biztosított: három évi adómentességet, ingyen vetőmagot, igásjószágot, építési anyagot és vallásszabadságot. Talán ez is hozzásegített, hogy a Mercy-uradalom hőgyészi kancelláriájában az addig Györkönyben élő jobbágyok olyan szerződést írtak alá, amely megadta a lehetőséget számukra a szentlőrinci pusztára költözésre.
Ez a csoport mindössze 8 családból állt, viszont Györkönyből hamarosan többen mentek át.
Az új lakosok eredetileg nem Györköny lakói voltak, az Északnyugat-Dunántúlról, esetleg a Kisalföldről érkeztek. Az első lakók mintegy „felderítők” voltak, utánuk többen érkeztek Tolna vármegyébe. Győr, Sopron és Moson vármegyéknek szinte minden településéről érkeztek ide családok. Az ottmaradt ismerősök érkeznek dolgozni, rokonokat látogatni, viszont a település lakossága is visszajár házasodni, tanítót, papot hívni, gyerekeit iskoláztatni.
A település jövőjére ez nagy hatással volt: a széles körű tájékozódás, az eseményekkel, szellemi áramlatokkal való érintkezés egyre gyakoribbá vagy állandóvá vált.

### Evangélikus templom, iskola
Sárszentlőrincen evangélikus templom már 1775-ben is állt. Bár az evangélikusok mind magyarok voltak, az elrendezés megfelel a Tolna vármegyei német templomokénak. Karzatának képeit mindössze egy átfestéskor találták meg nemrég.[mikor?]
1806-ban létesült itt egy iskola, melynek hírére jellemző, hogy az Alföldről is érkeztek tanulók. Leghíresebb diákja Petőfi Sándor volt, aki 2 tanévet töltött a településen1831-33 között. Az iskolát végül 1870-ben Bonyhádra költöztették, ahol a mai napig működik Bonyhádi Petőfi Sándor Evangélikus Gimnázium néven. Az intézmény őrzi a múltját, a főbejárat fölötti felirat is megemlékezik a sárszentlőrinci alapításról.

## Címer
A település címere egy háromszögletű pajzs, középen Nap Luther-rózsával, oldalt szőlőtőkével és nyolc búzaszállal, a pajzs talpán domb három folyóval. A Nap Szentlőrincet jelképezi, a Luther-rózsa az evangélikus egyházat, hiszen evangélikus lelkész vezette a kezdeti nyolc családot a településre, a nyolc búzaszál a szerződést aláíró nyolc jobbágy, a három folyó a Sió, a Sárvíz és a Donát-patak.

## Közélete

### Polgármesterei
- 1990–1993: Szüsz János (FKgP)[6][7]
- 1993–1994: Hetesi Károly (MSZP)[8]
- 1994–1998: Hetesi Károly (MSZP)[9]
- 1998–2002: Hetesi Károly (MSZP)[10]
- 2002–2006: Hetesi Károly (MSZP)[11]
- 2006–2010: Demény Károly (független)[12]
- 2010–2014: Demény Károly (független)[13]
- 2014–2019: Demény Károly Gyula (független)[14]
- 2019–2024: Sátor Géza (független)[15]
- 2024– : Sebestyén Ákos (független)[1]

1993. november 7-én időközi választást tartottak a településen Szüsz János polgármester lemondása miatt.

## Népesség
A település népességének változása:
| Lakosok száma | 1078 | 1085 | 1060 | 973  | 970  | 954  | 967  |
|               | 2013 | 2014 | 2015 | 2021 | 2022 | 2023 | 2024 |

A 2011-es népszámlálás során a lakosok 89,4%-a magyarnak, 10,4% cigánynak, 2,3% németnek, 0,5% románnak mondta magát (10,6% nem nyilatkozott; a kettős identitások miatt a végösszeg nagyobb lehet 100%-nál). A vallási megoszlás a következő volt: római katolikus 28%, református 8,8%, evangélikus 28,4%, felekezeten kívüli 20,5% (14% nem nyilatkozott).
2022-ben a lakosság 92,1%-a vallotta magát magyarnak, 7,1% cigánynak, 1,2% németnek, 0,2% szlovénnek, 0,1-0,1% lengyelnek, bolgárnak és ukránnak, 0,7% egyéb, nem hazai nemzetiségűnek (7,9% nem nyilatkozott; a kettős identitások miatt a végösszeg nagyobb lehet 100%-nál). Vallásuk szerint 22,8% volt evangélikus, 21,8% római katolikus, 7,8% református, 0,8% görög katolikus, 0,3% egyéb katolikus, 20,6% felekezeten kívüli (25,5% nem válaszolt).

## Híres emberek
- Itt élt egy évig Barla Mihály költő, író.
- Petőfi Sándor 1831–33 között itt járt iskolába.
- Itt született Zsivora György, (1804–1883) ügyvéd, a Magyar Tudós Társaság tagja
- Itt született és itt hunyt el Zsivora József színész (1809–1887) (az előbbi öccse).
- Itt született Balassa János sebészprofesszor (1814–1868).
- Itt anyakönyvezték Illyés Gyula (1902–1983) születését is, aki a közeli (ma Pálfához tartozó) Felsőrácegrespusztán született.
- Itt járt iskolába Lázár Ervin. Alsórácegres-puszta, a falutól mintegy 4 kilométerre északra fekvő település, ahol az író családja élt, azóta teljesen elpusztult, csak az író által megörökített „Nagyszederfa” maradt meg belőle.
- Itt született Lehr Albert (1844–1924) nyelvész, a Magyar Tudományos Akadémia tagja
- Itt született Lehr Zsigmond (1841–1871) műfordító, tanár (az előbbi bátyja).
- Itt hunyt el szenicei Bárány György (1682–1757) evangélikus lelkész, bibliafordító, a tolnai ágostai evangélikus egyházmegye megszervezője és első főesperese
- Uzd településrészen született, és itt hunyt el dr. Pesthy Pál (1873–1952) jogász, kúriai bíró, országgyűlési képviselő (Egységes Párt), igazságügyi miniszter (1924–1929), felsőházi tag és sárszentlőrinci díszpolgár (1927).

## Nevezetességei
- Evangélikus templom (1775) barokk
- Evangélikus gimnázium (1806-1870)
- Petőfi Sándor-emlékház
- Uzdi Kulcsosház
- Lázár Ervin Emlékház[18]
- Alsópélpusztai római katolikus Szent László király kápolna

## Képtár

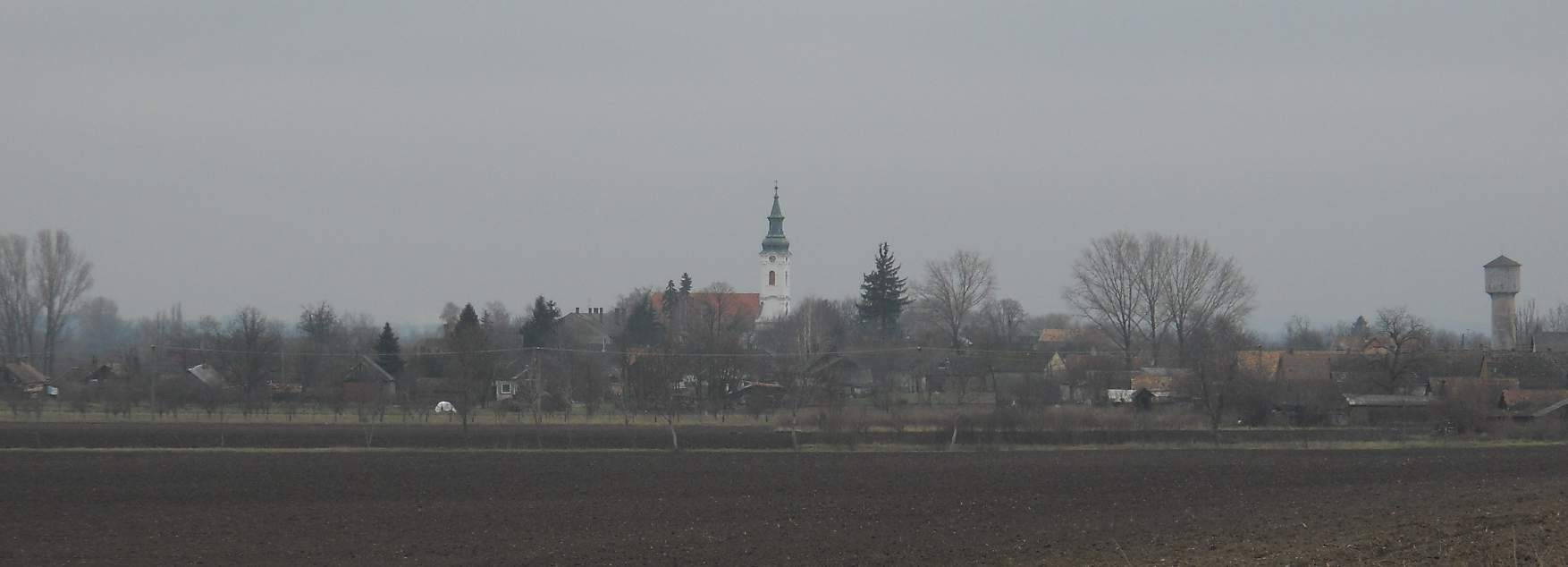
Sárszentlőrinc látképe észak felől
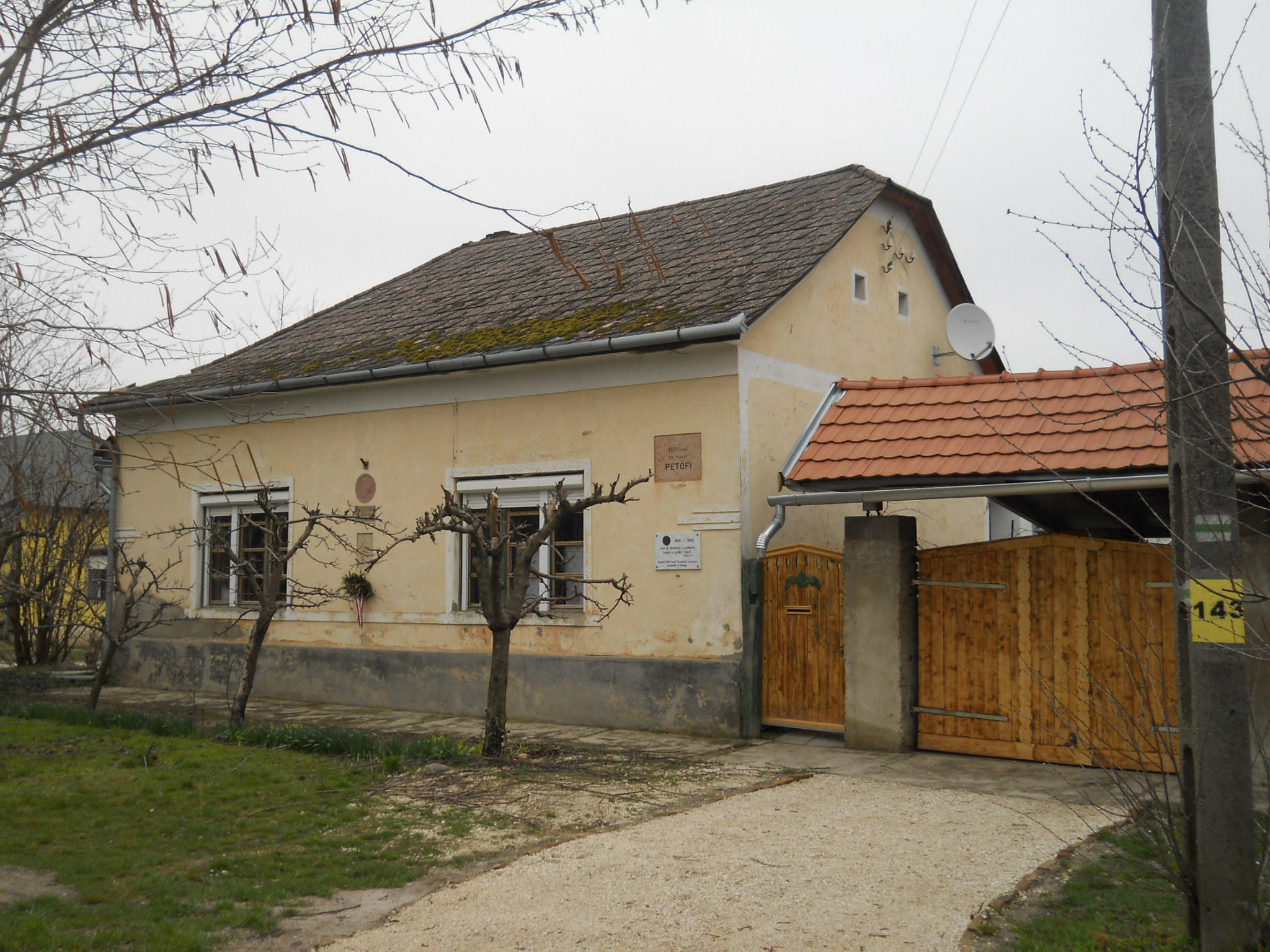
Petőfi egykori iskolája
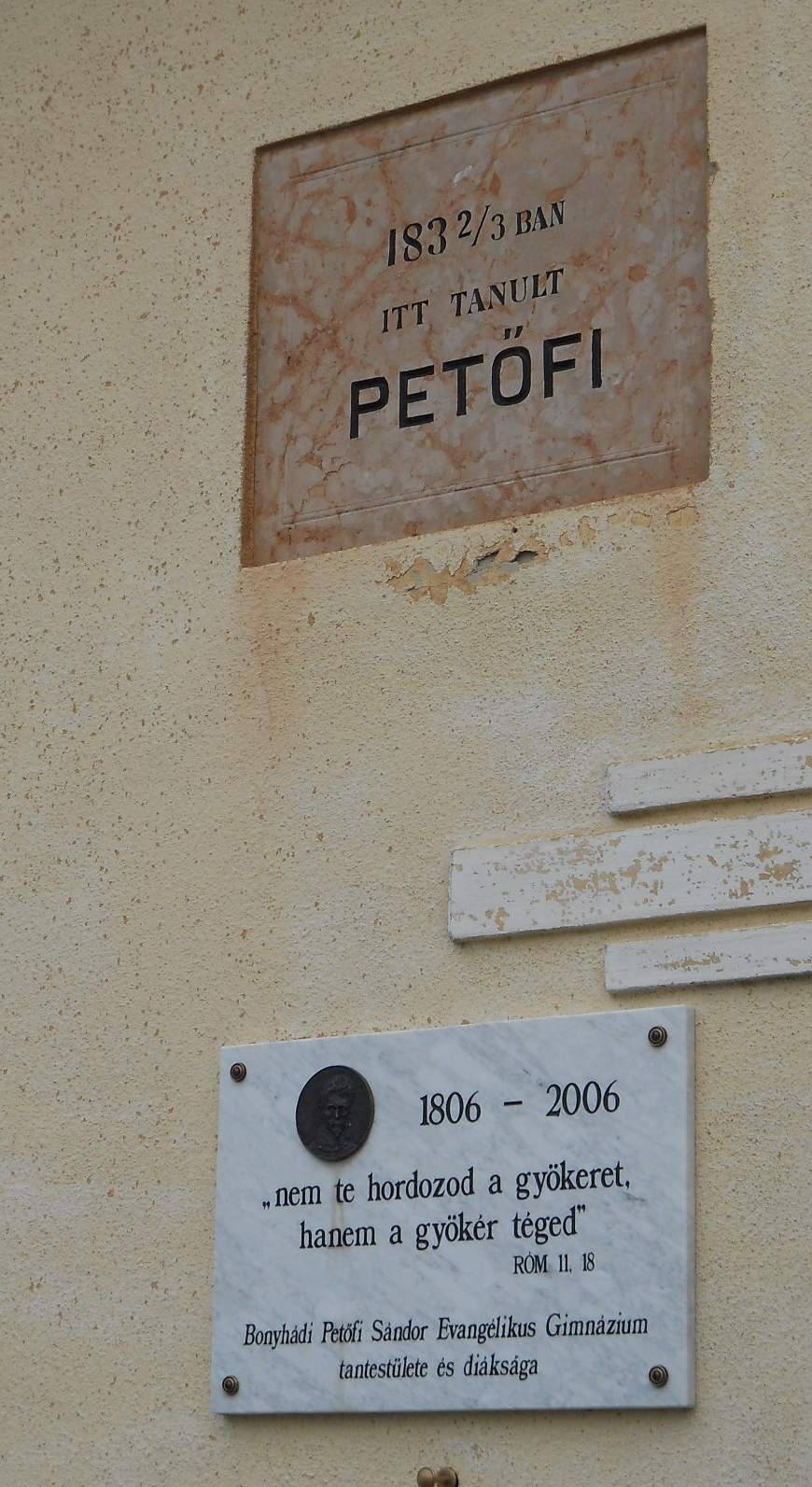
Petőfi egykori iskolája
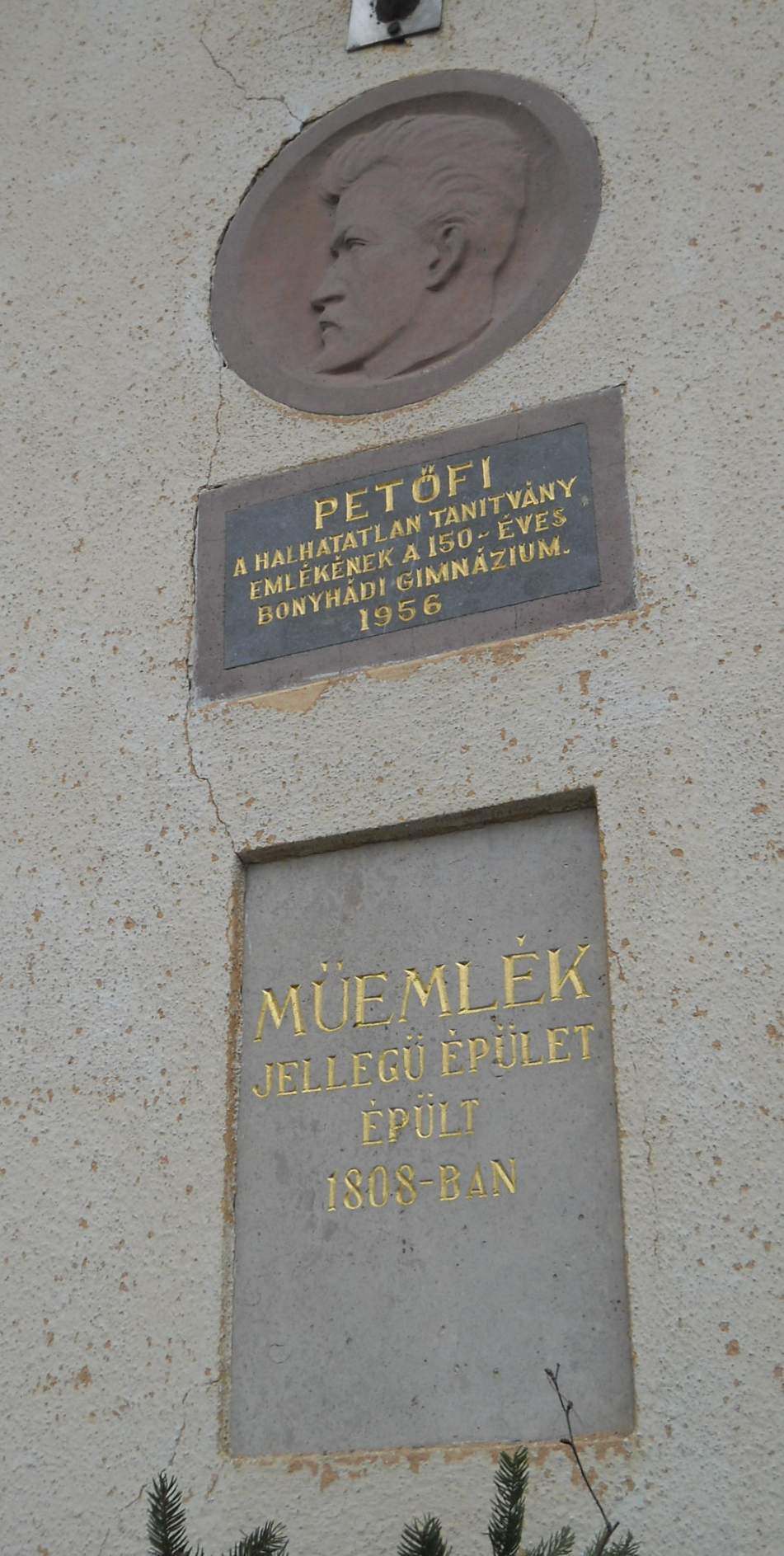
Petőfi egykori iskolája
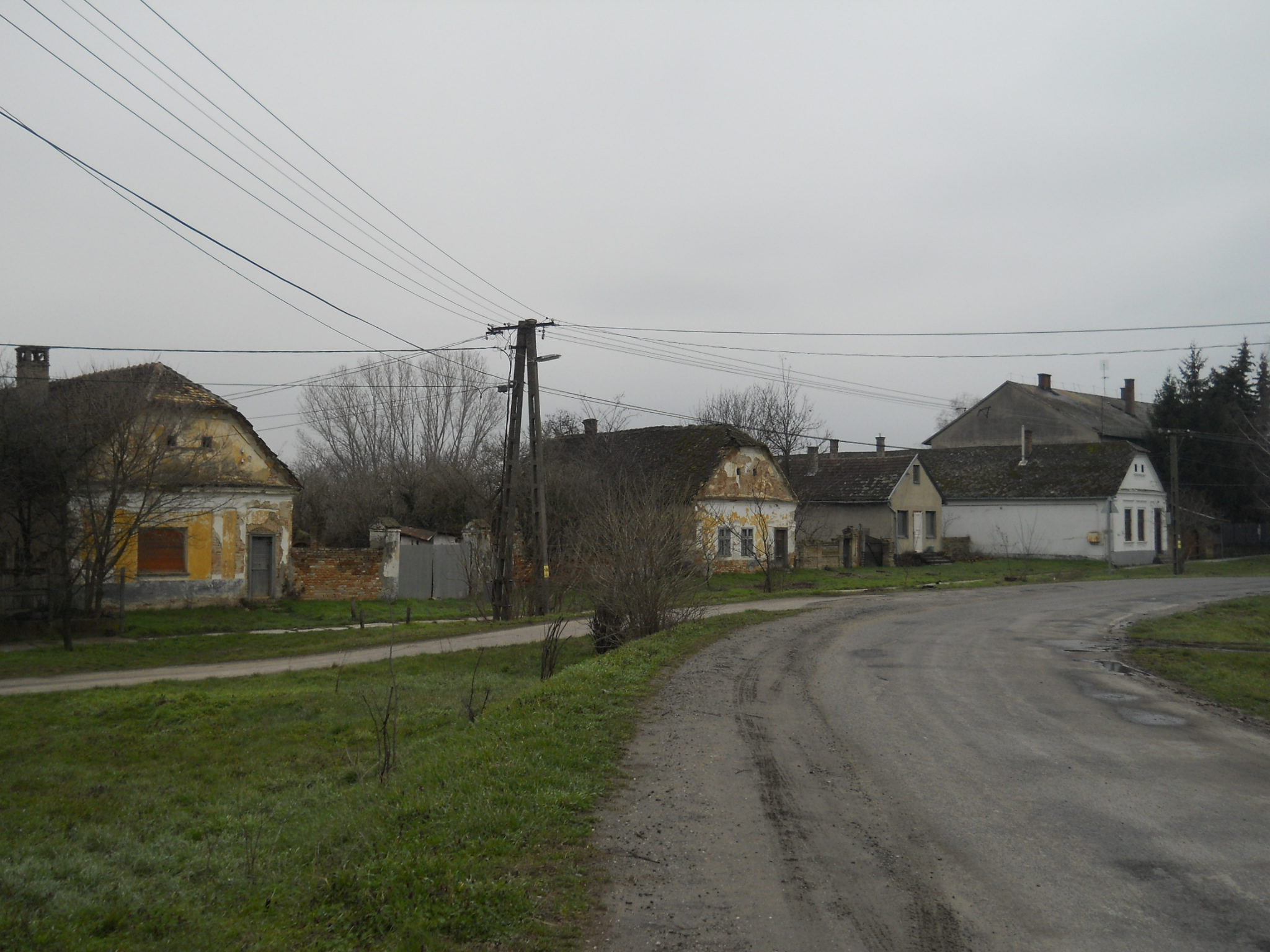
Utcarészlet
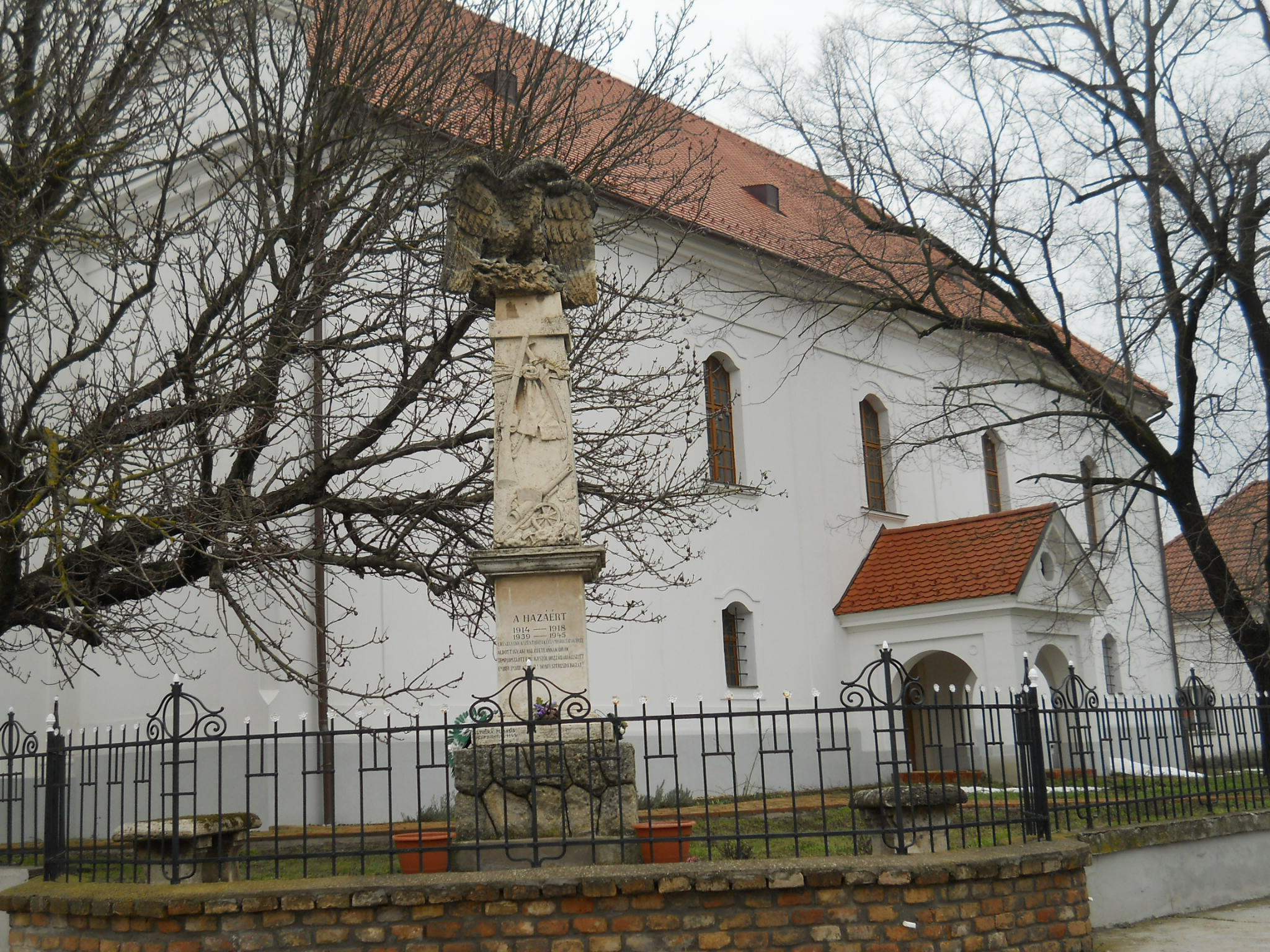
Világháborús emlékmű
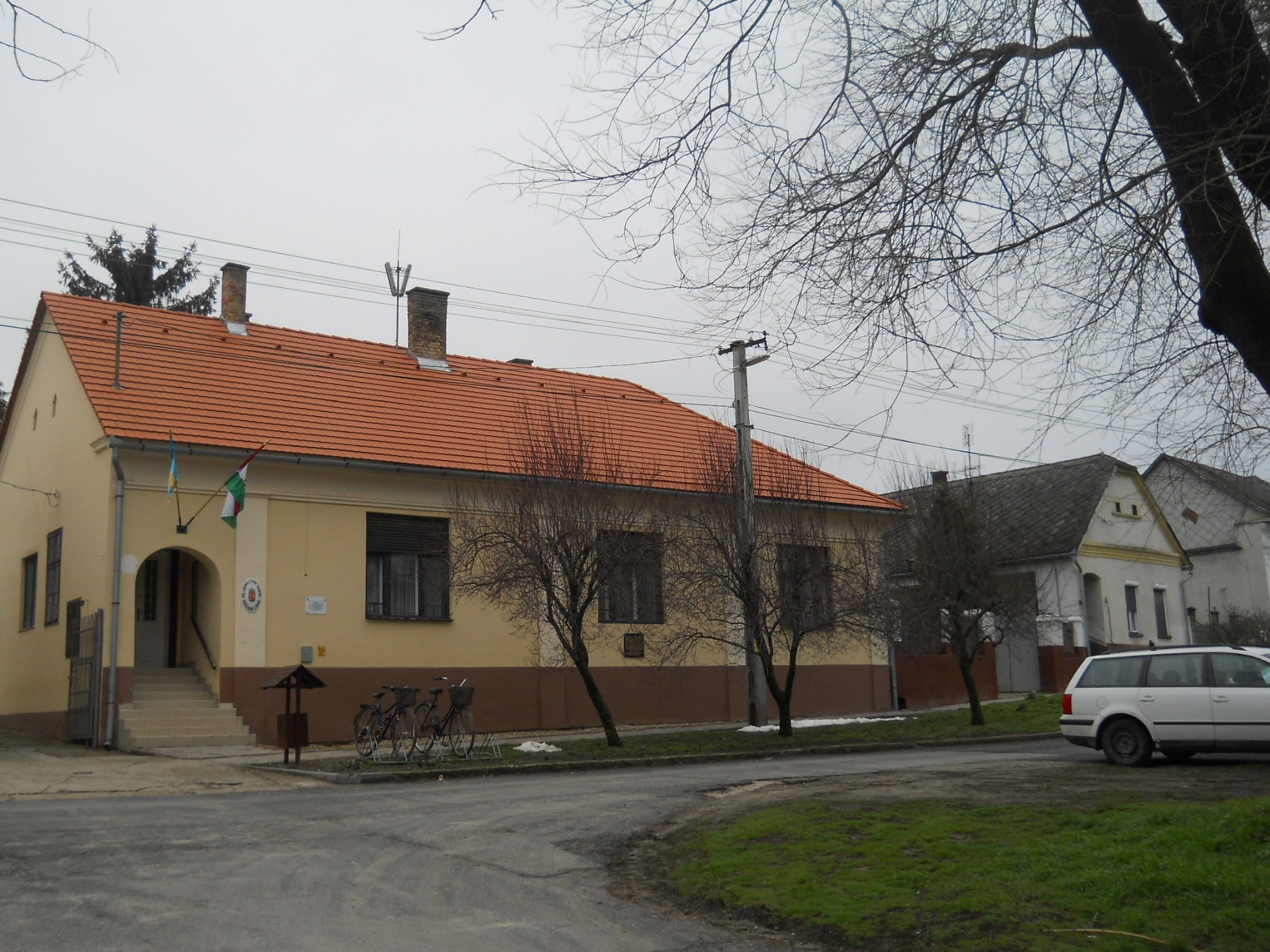
Polgármesteri hivatal

### Alsórácegres

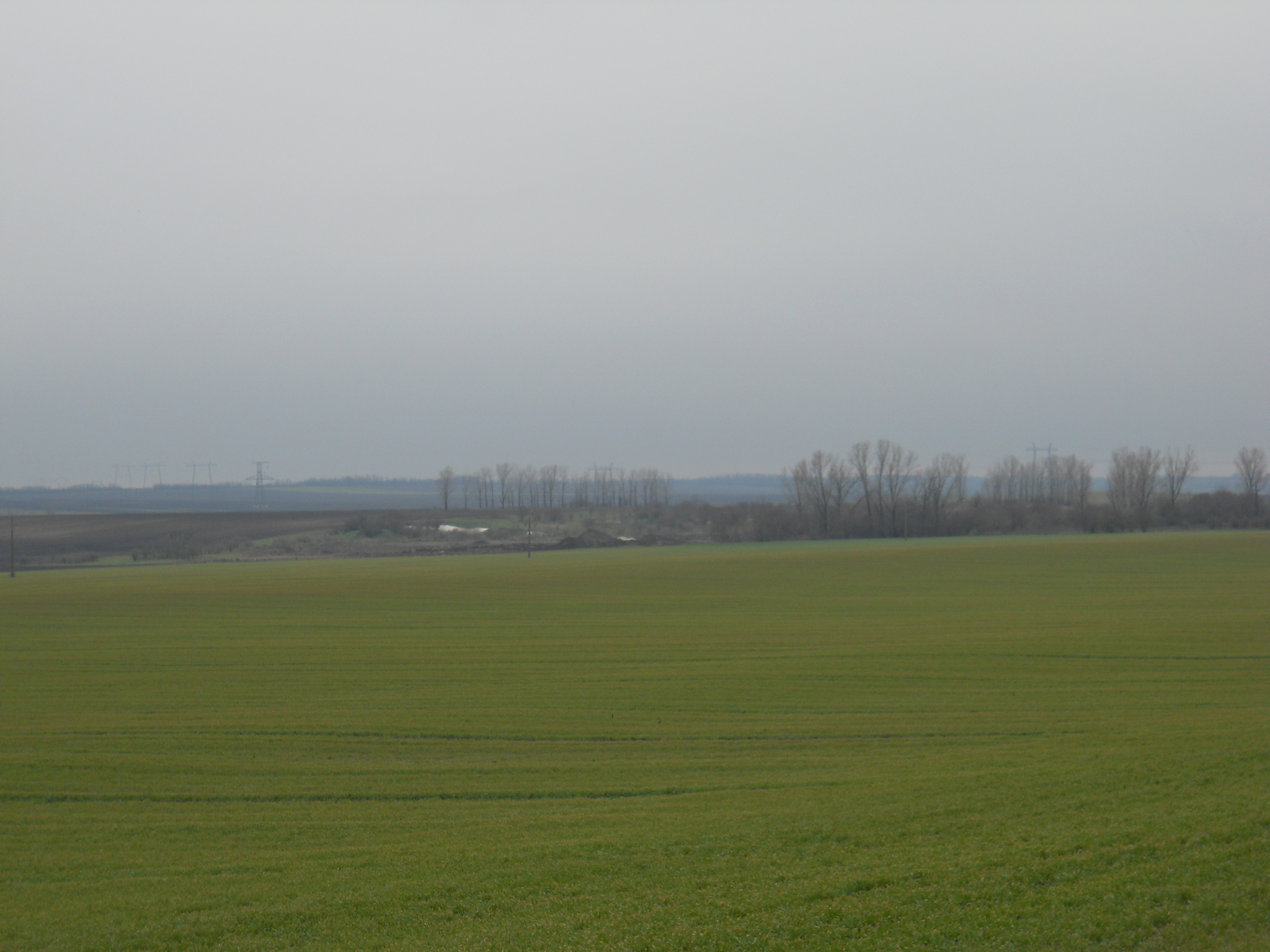
Tájkép Alsórácegres környékén
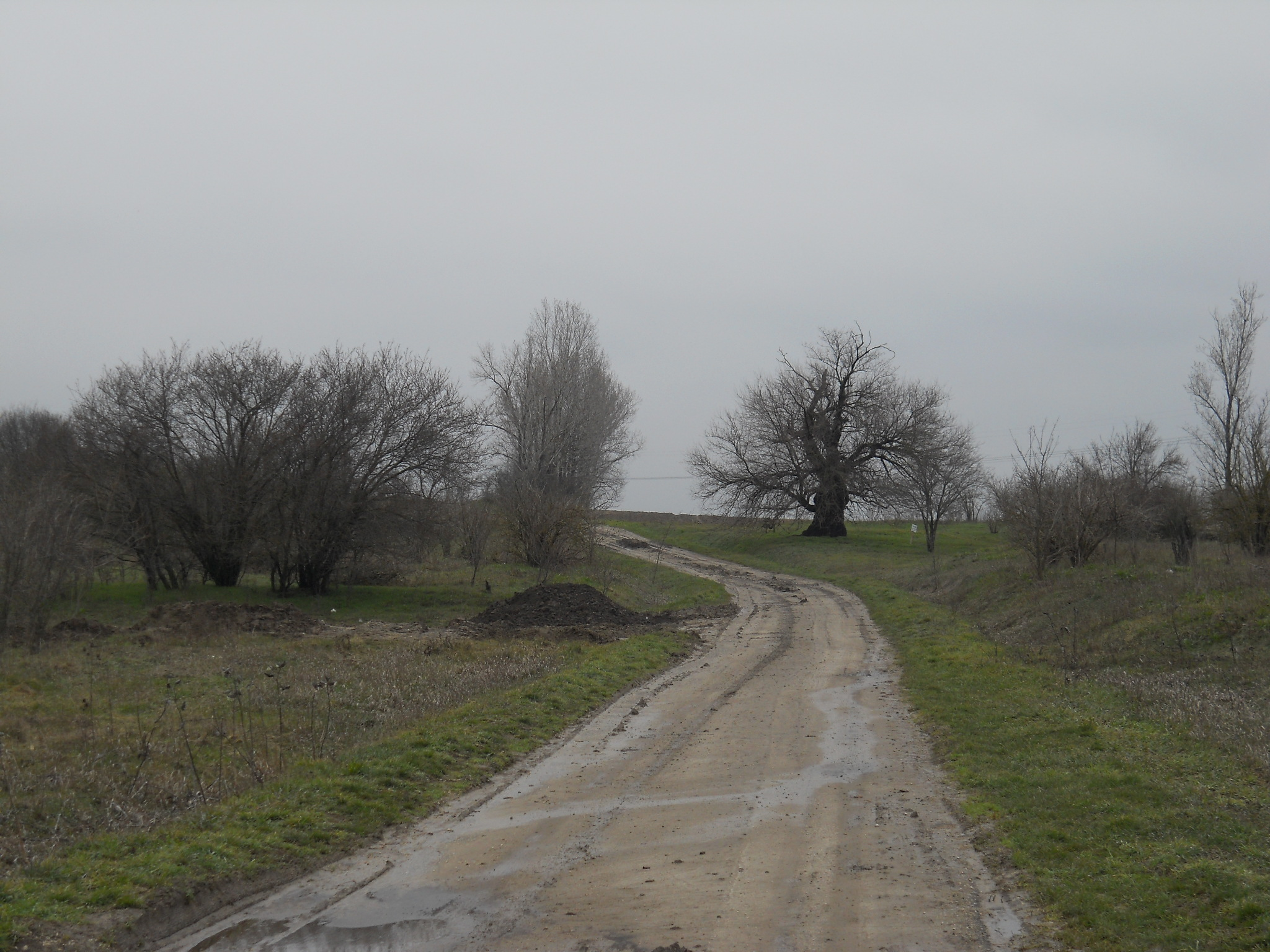
Ezen a helyen állt Alsórácegres-puszta
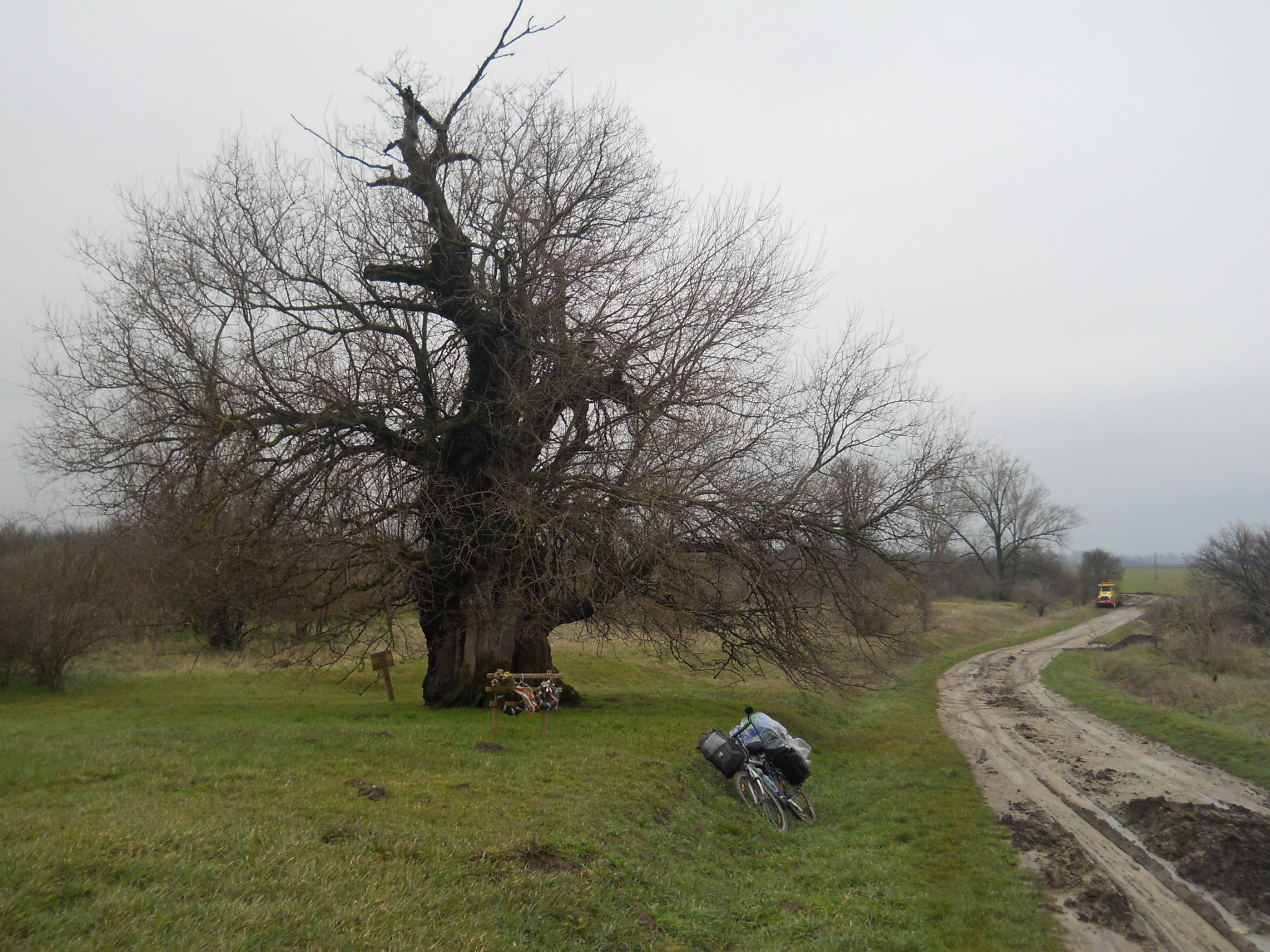
Lázár Ervin kedves "Nagyszederfája"
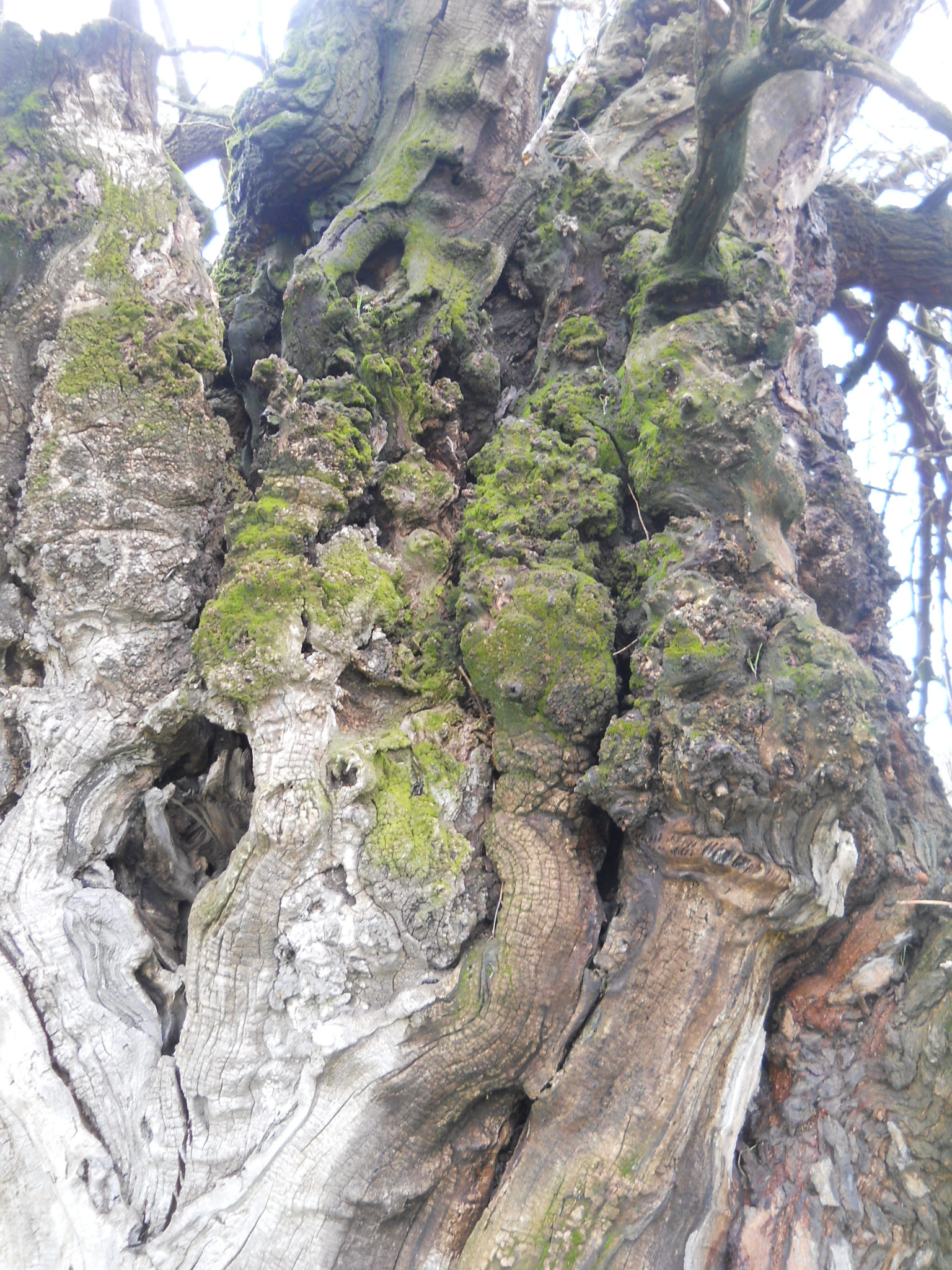
A Nagyszederfa
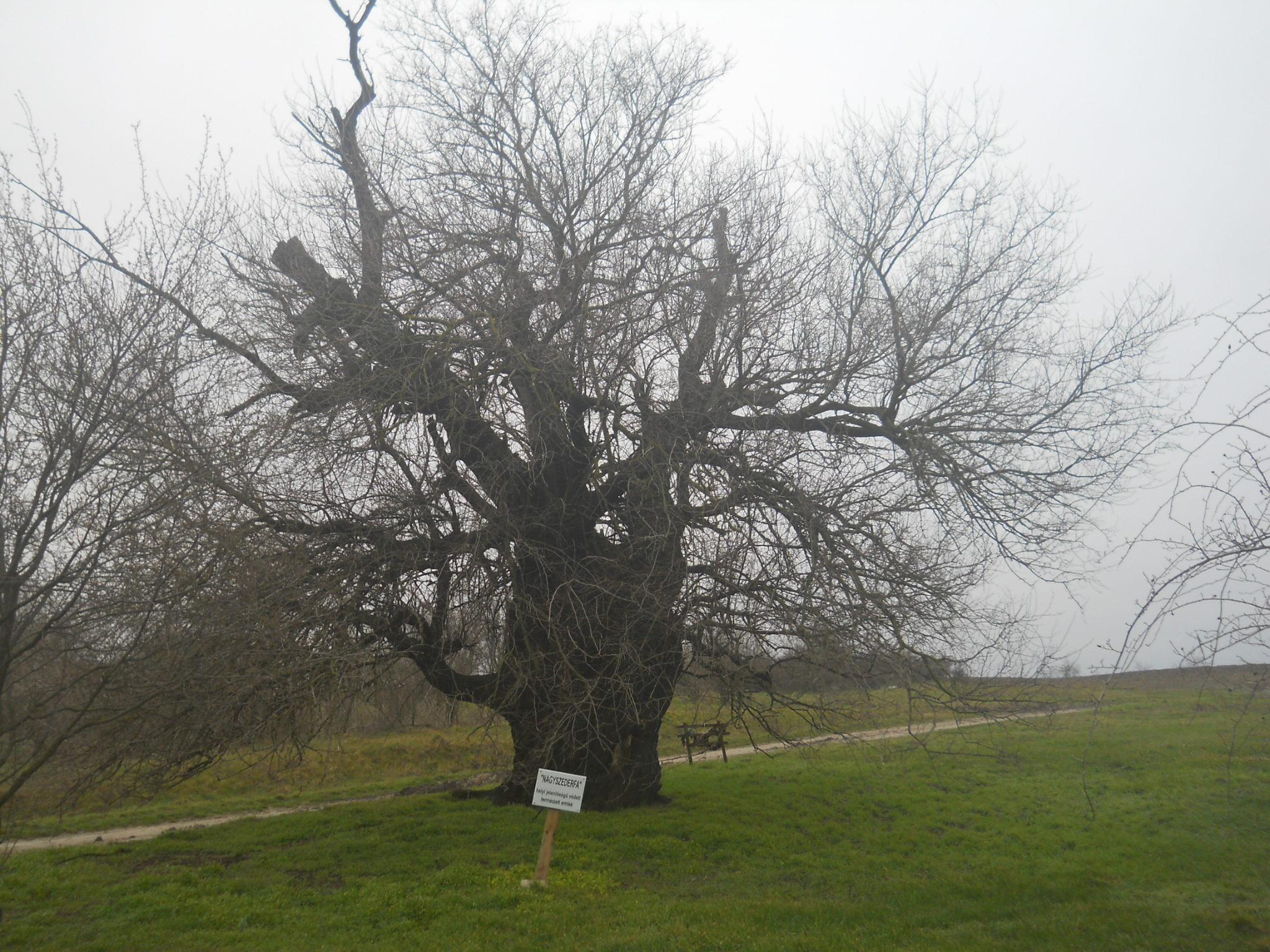
A Nagyszederfa

### Uzd

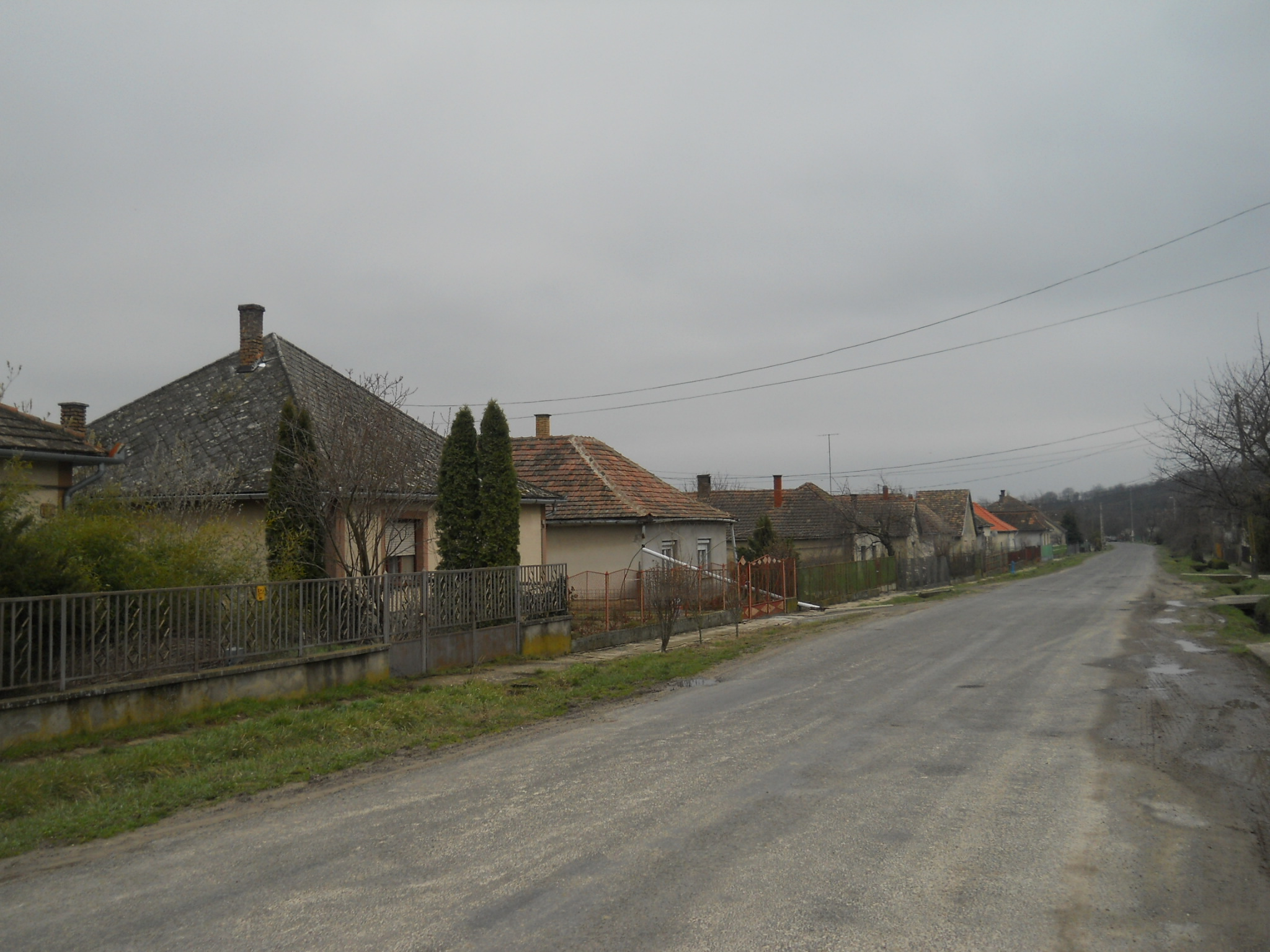
Utcarészlet
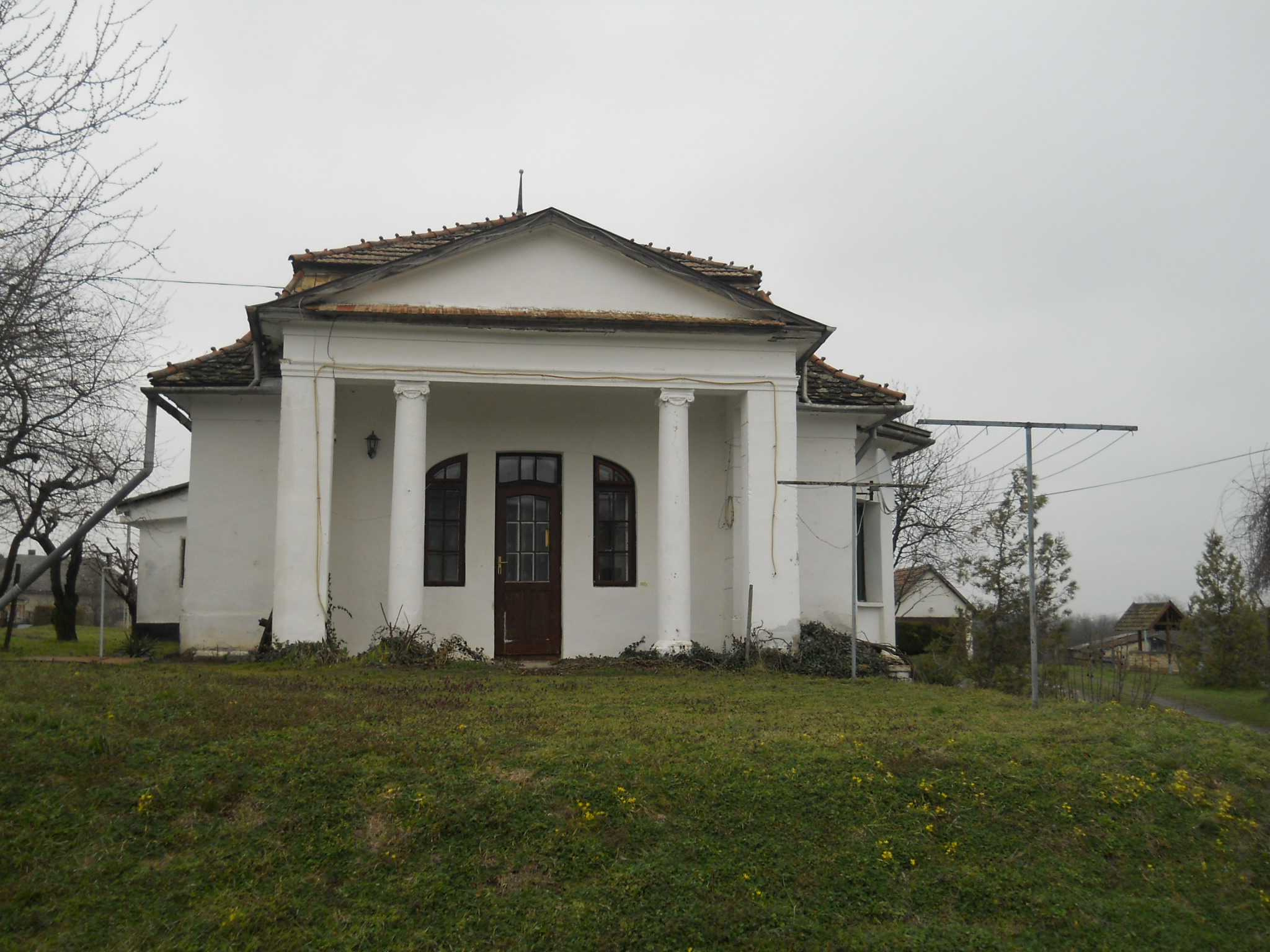
Fördős-kúria
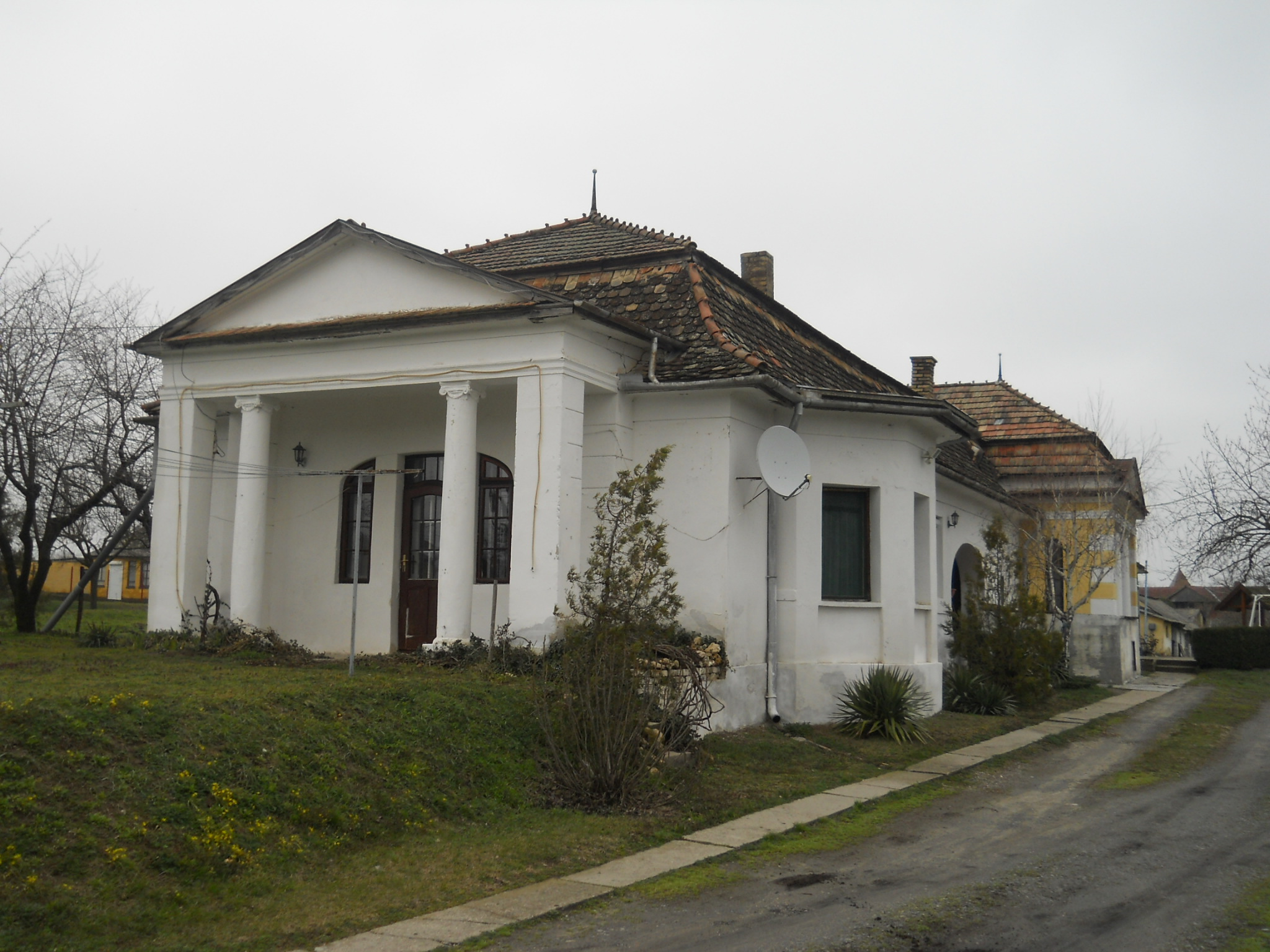
Fördős-kúria
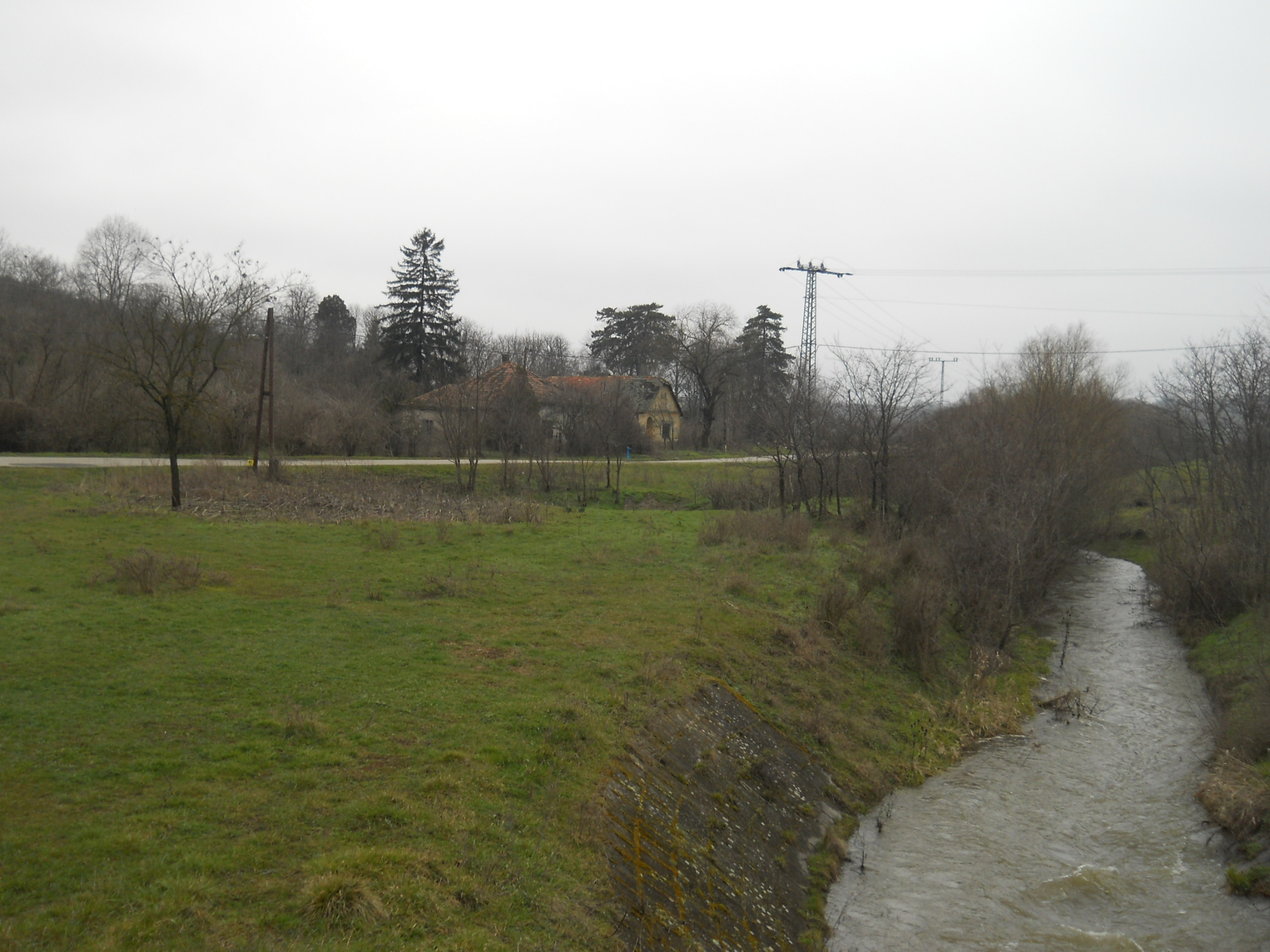
A Donát-patak
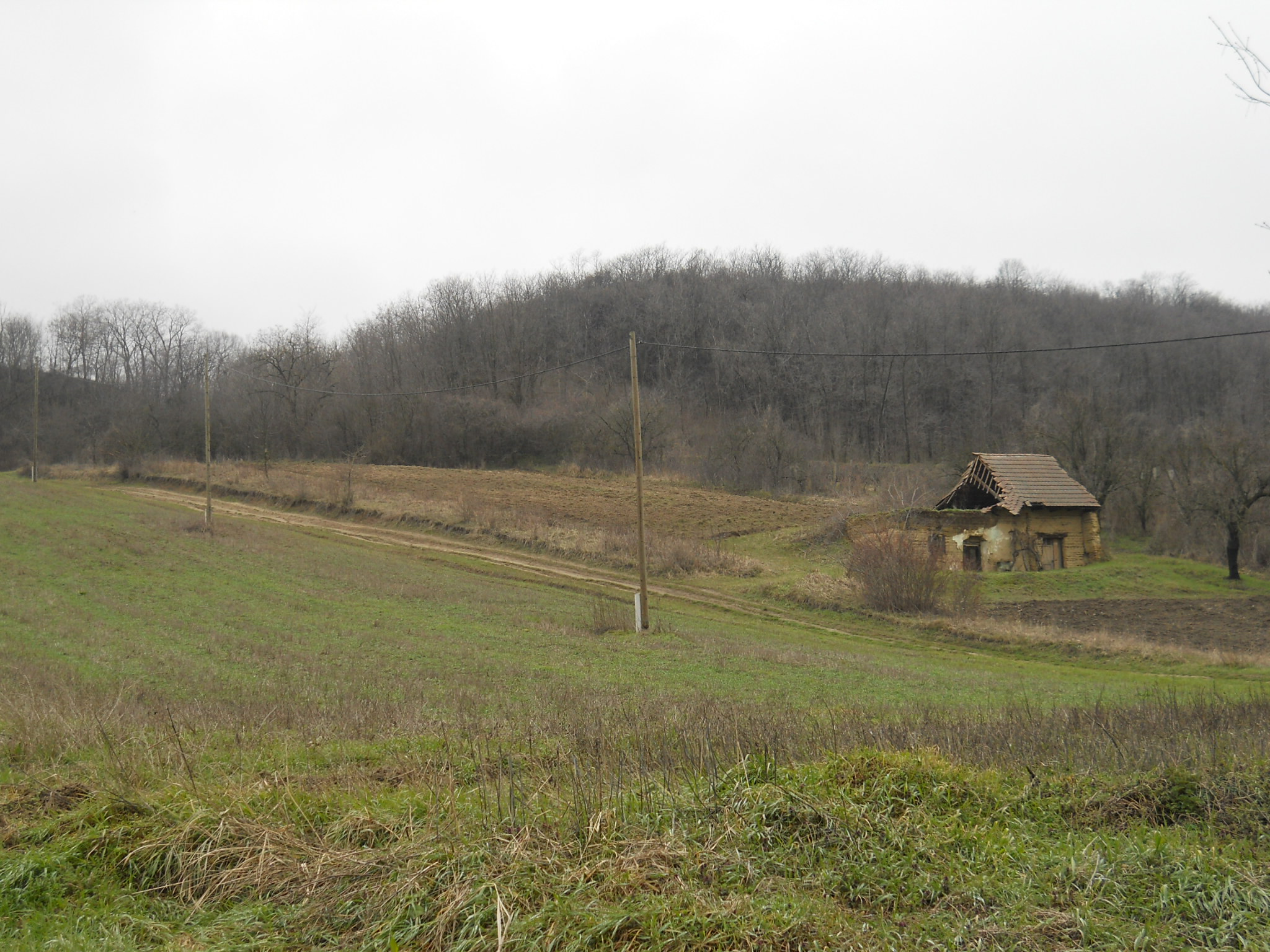
Táj Uzd és Borjád között